# Adonia
Secondo 2Re, Adonia (ebraico: אֲדֹנִיָּה, 'Ǎḏōnīyyā; "il mio signore è Yah") era il quarto figlio del re Davide. Sua madre era Aggith come riportato in 2Re 3,4. Adonia nacque a Hebron durante il lungo conflitto tra Davide e la casa di Saul. In 3Re, si autoproclamò brevemente re d'Israele durante la malattia terminale di suo padre Davide, prima di cedere pacificamente il trono a suo fratello Salomone.

## Biografia
Dopo la morte dei suoi fratelli maggiori Amnon e Assalonne, Adonia si considerava l'erede al trono. Acquistò carri e un grande seguito. Il re non ne era a conoscenza, essendo “colpito negli anni” dalla salute cagionevole, e si trovava in un'altra città. Adonia consultò e ottenne l'appoggio sia del comandante dell'esercito Ioab che dell'influente sacerdote Abiatar. Tuttavia, il sacerdote Sadoc, Benaià, capo della guardia del corpo del re, Natan, il profeta di corte e altri non si schierarono con Adonia.
In previsione della morte imminente del padre, Adonia invitò i suoi fratelli principi e gli ufficiali di corte a un solenne sacrificio per annunciare la sua pretesa al trono. Non invitò Salomone né alcuno dei suoi sostenitori. Secondo la Jewish Study Bible, escludendo Salomone, Adonia dimostra la sua consapevolezza che in effetti sta usurpando il trono. 
Presumendo che Adonia si sarebbe mosso presto per eliminare qualsiasi rivale o opposizione, Natan avvertì Betsabea, la madre di Salomone, e le consigliò di ricordare al re la precedente promessa di fare di Salomone il suo successore. Lillian R. Klein trova nella promessa di Nathan di confermare la dichiarazione di Betsabea un suggerimento che le sue parole potrebbero aver richiesto una verifica e che non c'era una precedente promessa definitiva a favore di Salomone: tuttavia in 1Cronache 29 e 2Re 15 si dice che Davide avesse effettivamente promesso che Salomone sarebbe stato unto re. 
Tuttavia, Adonia fu soppiantato da Salomone per l'influenza di Betsabea e per la diplomazia del profeta Natan, che indussero Davide a dare ordini che Salomone fosse immediatamente proclamato e ammesso al trono. 
Dopo aver ricevuto la notizia che Salomone era stato incoronato re, i sostenitori di Adonia fuggirono rapidamente, mentre Adonia si rifugiò presso l'altare. In seguito ricevette il perdono per la sua condotta da Salomone a condizione che si mostrasse un uomo degno (3Re 1,5-53). In seguito, Adonia chiese di sposare Abisag di Shunem, che servì suo padre Davide sul letto di morte. Salomone, tuttavia, interpretando la richiesta come un secondo tentativo di ottenere il trono, negò l'autorizzazione a tale impegno, anche se Betsabea ora supplicò in nome di Adonia. Il giovane fu quindi messo a morte (3Re 2,13-25).